# Maserati Tipo 63
Maserati Tipo 63/64/65 är en sportvagn, tillverkad av den italienska biltillverkaren Maserati mellan 1961 och 1965.

## Bakgrund
I slutet av femtiotalet revolutionerade Cooper motorsporten med sina mittmotordrivna bilar. Maserati beslutade sig för att följa trenden och modifierade Birdcage-modellen. I princip lät man förare och motor byta plats.

## Utveckling

### Tipo 63
Tipo 63 presenterades i början av 1961. Chassit kom från Birdcage-modellen, men bilen hade fått individuell hjulupphängning bak. Tidiga bilar hade den fyrcylindriga trelitersmotorn från Tipo 61, men snart infördes den V12 motor man experimenterat med redan 1957 i F1-bilen 250F.

### Tipo 64
Till säsongen 1962 kom den modifierade Tipo 64. Förarplats och motor hade flyttats framåt för bättre viktfördelning och bakhjulsupphängningen byttes mot en De Dion-axel för att minska överstyrningen.

### Tipo 65
Den sista utvecklingen av Maseratis mittmotorbil blev Tipo 65 som togs fram till Le Mans 24-timmars 1965. Motorn hämtades från Tipo 151. För att få plats med den stora V8-motorn förlängdes hjulbasen och man testade återigen individuell hjulupphängning bak. Maserati saknade resurser att utveckla modellen ordentligt och det skulle dröja ett kvarts sekel innan företaget byggde en tävlingsbil igen.

## Tekniska data
| Tekniska data           | Tipo 63                                                          | Tipo 64                                                          | Tipo 65                                                          |
| ----------------------- | ---------------------------------------------------------------- | ---------------------------------------------------------------- | ---------------------------------------------------------------- |
| Motor:                  | 4-cylindrig radmotor                                             | 12-cylindrig V-motor                                             | 8-cylindrig V-motor                                              |
| Cylindervolym:          | 2890 cm³                                                         | 2990 cm³                                                         | 5047 cm³                                                         |
| Borrning x slaglängd:   | 100,0 x 92,0 mm                                                  | 70,4 x 64,0 mm                                                   | 95,0 x 89,0 mm                                                   |
| Max effekt vid varvtal: | 260 hk vid 7 000 v/min                                           | 320 hk vid 8 200 v/min                                           | 430 hk vid 7 000 v/min                                           |
| Ventilstyrning:         | 2 överliggande kamaxlar per cylinderrad, 2 ventiler per cylinder | 2 överliggande kamaxlar per cylinderrad, 2 ventiler per cylinder | 2 överliggande kamaxlar per cylinderrad, 2 ventiler per cylinder |
| Kompression:            | 9,8:1                                                            | 10,0:1                                                           | 9,0:1                                                            |
| Bränslesystem:          | 2 Weber 48DCO3                                                   | 6 Weber 35DCV                                                    | Lucas bränsleinsprutning                                         |
| Växellåda:              | 5-växlad manuell                                                 | 5-växlad manuell                                                 | 5-växlad manuell                                                 |
| Hjulupphängning fram:   | Dubbla tvärlänkar, skruvfjädrar                                  | Dubbla tvärlänkar, skruvfjädrar                                  | Dubbla tvärlänkar, skruvfjädrar                                  |
| Hjulupphängning bak:    | Dubbla tvärlänkar, skruvfjädrar                                  | De Dion-axel, skruvfjädrar                                       | Dubbla tvärlänkar, torsionsfjädrar                               |
| Bromsar:                | Hydrauliska skivbromsar                                          | Hydrauliska skivbromsar                                          | Hydrauliska skivbromsar                                          |
| Chassi & kaross:        | Fackverksram med aluminiumkaross                                 | Fackverksram med aluminiumkaross                                 | Fackverksram med aluminiumkaross                                 |
| Hjulbas:                | 220 cm                                                           | 220 cm                                                           | 240 cm                                                           |
| Torrvikt:               | 730 kg                                                           | 640 kg                                                           | 840 kg                                                           |
| Toppfart:               | 260 km/h                                                         | 320 km/h                                                         | 350 km/h                                                         |

## Tävlingsresultat
Tipo 63  var långt ifrån lika framgångsrik som sin föregångare. Walt Hansgen lyckades vinna några mindre lopp i USA under 1961. I övrigt plågades bilen av problem som Maserati saknade resurser att lösa.

## Tillverkning
| Modell  | Antal |
| ------- | ----- |
| Tipo 63 | 5     |
| Tipo 64 | 2     |
| Tipo 65 | 1     |